# Belize Defence Force Football Club
Il Belize Defence Force Football Club è una società calcistica del Belize. Fondato nel 1995, ha sede nella città di Belize e milita nella massima serie del campionato beliziano.
Disputa le partite casalinghe nel MCC Grounds Stadium.

## Palmarès

### Competizioni nazionali
- Premier League del Belize: 3

2009-2010 (A), 2009-2010 (C), 2010-2011 (A)

## Rosa attuale
| N. |                   | Ruolo | Calciatore        |
| -- | ----------------- | ----- | ----------------- |
| 1  | Belize (bandiera) | P     | Woodrow West      |
| 2  | Belize (bandiera) | D     | Victor Nuñez      |
| 3  | Belize (bandiera) | D     | Vallan Symms      |
| 4  | Belize (bandiera) | D     | Brendton Martinez |
| 5  | Belize (bandiera) | D     | Jerome Serrano    |
| 6  | Belize (bandiera) | A     | Evan Mariano      |
| 7  | Belize (bandiera) | A     | Erwin Flores      |
| 8  | Belize (bandiera) | C     | Gilbert Swazo     |
| 9  | Belize (bandiera) | C     | David Trapp       |
| 10 | Belize (bandiera) | A     | Deon McCaulay     |
| 11 | Belize (bandiera) | C     | Khalil Velasquez  |
| 12 | Belize (bandiera) | P     | Tyrone Pandy      |
| 13 | Belize (bandiera) | C     | Dennis Serano     |

| N. |                   | Ruolo | Calciatore       |
| -- | ----------------- | ----- | ---------------- |
| 14 | Belize (bandiera) | C     | Michael Martinez |
| 15 | Belize (bandiera) | A     | John King Jr.    |
| 16 | Belize (bandiera) | C     | Harold Nuñez     |
| 17 | Belize (bandiera) | C     | Neldon Lara      |
| 18 | Belize (bandiera) | D     | Udrick Gonzalez  |
| 19 | Belize (bandiera) | D     | Daniel Mena      |
| 20 | Belize (bandiera) | C     | Jacinto Bermudez |
| 21 | Belize (bandiera) | C     | Paul Nuñez       |
| 22 | Belize (bandiera) | P     | Gilroy Swazo     |
| 23 | Belize (bandiera) | A     | Orlando Jimenez  |
| 24 | Belize (bandiera) | C     | Oliver Wiltshire |
| 25 | Belize (bandiera) | C     | Isidro Lara      |
| 26 | Belize (bandiera) | A     | Marcos Soto      |